# Belaïa Kalitva
Belaïa Kalitva (en russe : Бе́лая Кали́тва) est une ville de l'oblast de Rostov, en Russie, et le centre administratif du raïon de Belaïa Kalitva. Sa population s'élevait à 42 441 habitants en 2013.

## Géographie
Belaïa Kalitva est située sur la rive orientale de la rivière Donets, à sa confluence avec la rivière Kalitva, à 131 km au nord-est de Rostov-sur-le-Don.

## Histoire
Fondée en 1703, Belaïa Kalitva est d'abord une stanitsa cosaque nommée Oust-Belokalitvenskaïa, signifiant « estuaire de la Kalitva blanche ». Jusqu'au XXe siècle, le village est principalement habité par des Cosaques du Don. En raison du développement de l'industrie dans la première moitié du XXe siècle, Belaïa Kalitva est devenue une cité ouvrière, qui obtient le statut de commune urbaine puis celui de ville en 1958. Elle devient un centre administratif de raïon l'année suivante.

## Population
Recensements (*) ou estimations de la population
| 1939* | 1959*  | 1970*  | 1979*  | 1989*  |
| ----- | ------ | ------ | ------ | ------ |
| 8 200 | 23 533 | 30 857 | 38 038 | 47 803 |

| 2002*  | 2010*  | 2012   | 2013   | - |
| ------ | ------ | ------ | ------ | - |
| 47 347 | 43 651 | 42 923 | 42 441 | - |

## Économie
La ville abrite une usine de laminage d'aluminium, filiale de la compagnie américaine Alcoa depuis 2005, des mines de charbon, une usine de machines agricoles et des industries agroalimentaire (viande, lait, etc.).